# Distretto di Dayr Hafir
Distretto di Dayr Hafir (in arabo منطقة دير حافر‎? è un distretto Siriano in posizione centrale del Governatorato di Aleppo. 
Al censimento del 2004 aveva una popolazione di 91.124.
Il suo centro amministrativo è la città di Dayr Hafir.

## Sub-Distretti
Il Distretto di Afrin è suddiviso in 3 sub-distretti o Nāḥiyas (popolazione in base al 2004 censimento ufficiale):
- Dayr Hafir nahiyah (ناحية دير حافر),
- Rasm Harmil al-Imam nahiyah (ناحية رسم حرمل الإمام),
- Kuwayris Sharqi nahiyah (ناحية كويرس شرقي),